# Walter Parussini
Walter Parussini (Udine, 11 dicembre 1944) è un ex arbitro di calcio italiano.

## Carriera sportiva
Iniziò la carriera arbitrale nel 1963, dopo aver giocato a calcio nella Porzio Udine.
Fu inserito nell'organico arbitrale della CAN per la Serie A e B tra il 1975 e il 1982. La prima gara diretta in Serie B fu Ternana-Reggiana del 22 febbraio 1976 (terminata 2-0 per gli umbri). L'unico match di  Serie A arbitrato fu Bologna-Torino (1-0), il 3 maggio 1981.
In totale ha diretto, oltre all'unica partita nella massima serie, 51 in quella cadetta.
Fu tra i fondatori della rivista Referee, assieme ai colleghi Mario Facchin, Vincenzo Orioles, e l'arbitro di pallacanestro Fausto Deganutti.
Nel 2005 venne inibito per tre mesi dalla CAF, per un alterco con un dirigente del Tavagnacco, al termine di un match valido per il campionato di seconda categoria. Parussini seguiva l'incontro in veste di commissario arbitrale.
Nel 2015 è stato premiato con la stella di bronzo al merito sportivo, da parte del CONI. Dal 2020 è rappresentante della sezione dell'AIA di Udine presso il giudice sportivo della delegazione FIGC di Udine.